# Leiterfall
Leiterfall är ett vattenfall i Österrike.   Det ligger i förbundslandet Kärnten, i den centrala delen av landet, 300 km väster om huvudstaden Wien. Leiterfall ligger 1 882 meter över havet.
Terrängen runt Leiterfall är huvudsakligen bergig, men åt nordost är den kuperad. Runt Leiterfall är det ganska glesbefolkat, med 29 invånare per kvadratkilometer.. Närmaste större samhälle är Matrei in Osttirol, 19,7 km väster om Leiterfall. 
Trakten runt Leiterfall består i huvudsak av gräsmarker.